# Родріго Баррера
Родріго Баррера (ісп. Rodrigo Barrera, нар. 30 березня 1970, Сантьяго) — чилійський футболіст, що грав на позиції нападника.
Виступав, зокрема, за клуби «Універсідад Католіка» та «Універсідад де Чилі», а також національну збірну Чилі. Учасник чемпіонату світу 1998 року та трьох Кубків Америки.

## Клубна кар'єра
У дорослому футболі дебютував 1990 року виступами за команду «Універсідад Католіка», в якій провів п'ять сезонів. У 1991 році Родріго допоміг клубу виграти Кубок Чилі, а через чотири роки, повторив успіх. Також Баррера виграв з клубом свій єдиний міжнародний трофей — Міжамериканський кубок у 1994 році.
У 1995 році він перейшов у мексиканську «Некаксу» і допоміг їй виграти чемпіонат Мексики. По закінченні сезону Баррера повернувся в рідний «Універсідад Католіка».
У 1997 році Родріго перейшов в «Універсідад де Чилі». Через рік він допоміг команді виграти національний кубок, а потім двічі виграв чемпіонат. 
У 2002 році Баррера втретє повернувся в «Універсідад Католіка» і допоміг рідній команді виграти чемпіонат. У 2004 році він знову повернувся в «Універсідад де Чилі», а після цього виступав за «Депортес Меліпілья».
Завершив професійну ігрову кар'єру у клубі «Палестіно», за який виступав протягом 2006 року.

## Виступи за збірну
6 червня 1993 року дебютував в офіційних іграх у складі національної збірної Чилі, зігравши товариський матч проти Колумбії. Через кілька днів, 9 червня того ж року у зустрічі проти збірної Еквадору Баррера забив свій перший гол за національну команду, після чого того ж місяця поїхав з командою на Кубок Америки в Еквадорі, де чилійці не вийшли з групи, а Баррера зіграв у всіх 3 матчах.
Через два роки у складі збірної був учасником розіграшу Кубка Америки 1995 року в Уругваї, де зіграв два матчі, але його збірна знову зайняла останнє місце у групі і не вийшла в плей-оф.
Згодом Баррера потрапив у заявку на чемпіонат світу 1998 року у Франції, проте останній матч за збірну зіграв ще напередодні турніру, 4 червня проти Марокко (1:1). Тим не менш пізніше ще був у заявці збірної на розіграші Кубка Америки 2001 року у Колумбії.
Протягом кар'єри у національній команді, яка тривала 6 років, провів у формі головної команди країни 22 матчі, забивши 5 голів.

### Голи за збірну Чилі
| #   | Дата              | Місце           | Противник | Результат | Змагання                |
| --- | ----------------- | --------------- | --------- | --------- | ----------------------- |
| 01. | 9 червня 1993     | Кіто, Еквадор   | Еквадор   | 1:2       | Товариський матч        |
| 02. | 30 квітня 1994    | Альбукерке, США | США       | 0:2       | Товариський матч        |
| 03. | 15 серпня 1994    | Сантьяго, Чилі  | Аргентина | 3:3       | Товариський матч        |
| 04. | 16 листопада 1997 | Ліке, Парагвай  | Болівія   | 3:0       | Кваліфікація на ЧС-1998 |
| 05. | 28 січня 1998     | Гонконг         | Гонконг   | 1:3       | Товариський матч        |

## Досягнення
Командні
 «Універсідад Католіка»
- Чемпіон Чилі: Апертура 2002
- Володар Кубка Чилі: 1991, 1995
- Володар Міжамериканського кубка: 1994

 «Некакса»
- Чемпіон Мексики: 1995/96

 «Універсідад де Чилі»
- Чемпіон Чилі: 1999, 2000
- Володар Кубка Чилі: 1998